# Наполеон Луи Бонапарт (1804 – 1831)
Наполеон Луи Бонапарт (на френски: Napoléon-Louis Bonaparte; на нидерландски: Napoleon Lodewijk II) е принц на Франция (1804), принц на Холандия (1806), велик херцог на Великото херцогство Берг и Клеве през 1809 – 1813 г. и крал на Холандия от 1 до 13 юли 1810 г. Той е племенник на Наполеон I и брат на по-късния Наполеон III.

## Биография
Роден е на 11 октомври 1804 година в Париж, Първа френска република. Той е втори син на Луи Бонапарт (крал на Холандия от 5 юни 1806 г.) и кралица Хортенза дьо Боарне (1783 – 1837), дъщеря на виконт Александър дьо Боарне (екзекутиран 1794 г.) и Жозефин дьо Боарне, която през 1796 г. се омъжва за Наполеон I.
На 3 март 1809 г. Наполеон I издига своя четиригодишен племенник Наполеон Луи Бонапарт пер декрет за велик херцог на Берг и понеже е още непълнолетен, е негов регент.
Формално на 5 години той последва баща си, след неговото отказване от трона на 1 юли 1810 г., като суверен на Кралство Холандия като крал Lodevijk II до отказването му на 13 юли 1810 г.
След битката при Лайпциг той загубва на 1 декември 1813 г. и титлата велик херцог.
През 1815 г. след битката при Ватерлоо той отива в изгнание. На 10 ноември 1826 г. се жени за братовчедката си имперската принцеса Шарлота Бонапарт (1802 – 1839) във Флоренция. Тя е дъщеря на Жозеф Бонапарт (крал на Неапол (1805 – 1808) и Испания (1808 – 1813)) и Жули Клари. Те нямат деца.
На 17 март 1831 година той умира от шарка във Форли, Емилия-Романя, Италия, на 26-годишна възраст. Погребан е, както по-късно и баща му, в гробището Saint-Leu-la-Forêt на около 20 км северозападно от Париж.